# Donauturm
Donauturm (doslova Dunajská věž) je nejvyšší věž a stavba ve Vídni, postavená roku 1964 podle návrhu architekta Hannese Lintla. Jde o druhou nejvyšší stavbu Rakouska. Nachází se uprostřed Donauparku poblíž Dunaje, jde o vyhledávanou turistickou atrakci. Věž je vysoká 252 m, ve výšce 150 m je pozorovací plošina, ve výšce 160 m otáčející se kavárna. Jedno otočení kavárny trvá 26, 39 nebo 52 minut. Ve věži jsou dva výtahy, cesta nahoru trvá asi 35 sekund. Jinak na ni vede 776 schodů. U pozorovací plošiny je také plošina na bungee jumping. Na věži se nachází vysílače mobilních operátorů a radiostanic.